# Batei HaOsef
Batei HaOsef (Museo del Ejército israelí) es un museo que muestra la historia del ejército de Israel. El museo está ubicado en Tel Aviv, Israel.